# Encyclopaedia Islamica
Encyclopaedia Islamica — англоязычная энциклопедия исследований в области исламоведения и иранистики, опубликованная издательством Koninklijke Brill и содержащая переводы отдельных статей из новой персидской Большой исламской энциклопедии (перс. دائرةالمعارف بزرگ اسلامی‎), а также дополненная статьями, написанными на английском языке учёными, аффилированными с Институтом исмаилитоведения в Лондоне. Персоязычный проект возглавляет Казем Мусави-Боджнурди.
В 1983 году в Тегеране был учреждён Центр Большой исламской энциклопедии с целью создания научного комитета по контролю за созданием «Исламики». Проект, всесторонне охватывающий шиитский ислам, вызвал значительный интерес в исламском мире и провёл консультации со многими персоговорящим исламоведами. По состоянию на 2016 год завершена работа над 20-м томом энциклопедии (девятая буква персидского алфавита). В настоящее время завершена работа над 5-м томом Encyclopedia Islamica издательства Koninklijke Brill, которую редактировали Фархад Дафтари и Вильферд Маделунг. Её начали в 2008 году и планируют завершить в 2023 году. Энциклопедия предназначена для студентов старших курсов, аспирантов и учёных, которым необходимо подробная информация по шиизму.